# Smile (álbum de The Beach Boys)
Smile foi um álbum não realizado pelo grupo The Beach Boys, do ano de 1967. Bastante esperado na época, o disco foi abortado na fase em que estaria montando as gravações. Finalmente após 44 anos de espera, o álbum foi realizado em 1 de novembro de 2011 pela Capitol Records, intitulado como The Smile Sessions, apenas com as gravações da época. Segundo Alan Boyd e Mark Linett, o disco foi finalizado e reconstruído da forma mais próxima como idealizado na época por Wilson. Este lançamento é parte da comemoração de 50 anos de fundação do grupo, que completou em 2011.

## História
Em 1966, perto de terminar álbum Pet Sounds, Brian Wilson compôs a canção Good Vibrations e trabalhou nela por seis meses (de março a setembro de 66), enquanto os outros Beach Boys saíam em turnê.
Para as gravações, Brian utilizou uma técnica conhecida como "gravação modular", que consiste em gravar vários trechos curtos, para montá-los depois ao seu gosto, o que oferece várias possibilidades para a estrutura começo-meio-fim de uma canção.
Brian estava em pleno auge criativo como produtor, arranjador e compositor.
Pet Sounds, álbum lançado durante as gravações de Good Vibrations, já era uma indicação clara dos avanços do artista, que agora começava a planejar sua obra máxima: SMiLE.
Trabalhando com o letrista Van Dyke Parks e gravando com músicos de Los Angeles no mesmo "esquema modular" enquanto a banda saía em turnê, Brian Wilson se empenhou em fazer o disco definitivo do Rock Psicodélico, que apenas começava a despontar na época.
Instrumentos exóticos para o rock foram empregados, tais como theremin e xilofone, além de orquestras e sons de animais, e até de incêndios.

## Colapso
No final do ano, os Beach Boys retornaram da estrada para gravar os vocais em SMILE, e os problemas começaram. Mike Love, o principal vocalista e letrista da banda, foi quem mais desaprovou as novas músicas, considerando-as ousadas demais e muito diferentes do que o público estava acostumado a ouvir.
Nesse momento, a gravadora Capitol Records começou a pressionar para que o álbum ficasse pronto para o lançamento, o que ainda estava longe de acontecer.
Brian Wilson, perfeccionista, não conseguia se satisfazer com o resultado das gravações, querendo aperfeiçoá-las sempre mais, e essa sua postura atrapalhou o lançamento do single seguinte: Heroes and Villains, música que teve inúmeras versões até ser finalmente lançada.
Abusando do LSD e desgastado pelas tensões envolvendo seu trabalho, o artista começou a dar sinais de distúrbios mentais, o que comprometeu ainda mais o progresso da obra.
Em março de 1967, cansado de explicar suas letras metafóricas para Mike Love, Van Dyke Parks simplesmente abandonou o projeto que agora já se estendia por quase um ano sem previsão de ser concluído.
As gravações eram confusas, gerando inúmeros trechos de músicas em diferentes versões, o que para muitos era um quebra-cabeça musical e só na cabeça de Brian fazia sentido.
Nesse mesmo mês, Brian Wilson escutou no rádio uma nova música dos Beatles: Strawberry Fields Forever, e sentiu que eles já haviam "chegado lá", na "disputa" pela super-produção do rock.
Os Beatles, por sua vez, trabalhavam inspirados em Pet Sounds, considerado por Paul McCartney o melhor álbum de todos os tempos.
Depois desse episódio, mais dois meses se seguiram com gravações cada vez mais esporádicas, até que no final de maio de 1967 o projeto foi abortado.
Algumas das músicas que já estavam prontas, ou quase prontas, como "Cabin Essence", "Our Prayer", e "Surf's Up" foram incluídas nos álbuns posteriores da banda, no período de 1968 a 1971.
E vários lançamentos não-oficiais desse disco se seguiram desde então.

## Conclusão
Brian Wilson durante muitos anos evitou o assunto SMiLE, até que em 2004 resolveu superar seus fantasmas e completou sua obra.
Smile foi apresentado ao vivo para uma platéia entusiasmada que incluía fãs famosos como Paul McCartney e George Martin.
O álbum foi lançado pela primeira vez no final de 2004 como um trabalho solo de Brian Wilson, (Smile de Brian Wilson), sendo sucesso de público e crítica.
O álbum original foi lançado oficialmente em 1 de novembro 2011 em comemoração de 50 anos de fundação do Beach Boys.  